# Тарасенко, Захар Станиславович
Захар Станиславович Тарасенко (12 октября 1997, Ухта, Россия) — российский футболист, нападающий клуба «Велес».

## Биография
Воспитанник гатчинского футбола. Начинал свою карьеру в любительских командах и в студенческом коллективе СПбПУ. В сезоне 2018/19 находился в заявке клуба второй лиги «Ленинградец», но за него не играл. Затем продолжал карьеру за команды Крымского футбольного союза «ТСК-Таврия» и «Севастополь».
С 2021 по 2023 год Тарасенко провел два сезона в ФНЛ за подмосковный «Олимп-Долгопрудный» и КАМАЗ.
В конце июля 2023 года заключил контракт с новичком армянской Премьер-Лиги — клубом «Вест Армения». Дебютировал в местной элите 29 июля в матче первого тура с «Шираком» (2:4).
В начале 2025 года перешёл в команду высшей лиги Северной Македонии «Пелистер». Дебютировал 16 февраля в матче против «Брера Струмицы». Первый гол забил в матче чемпионата в ворота «Тиквеша», принеся своей команде победу (1:0).